# ورقة 50 روبية هندية
ورقة 50 روبية هندية أصدرت الورقة أول مرة في عام 1975 كجزء من سلسلة الأسد التي كانت تحتوي على أعمدة أشوكا على الورقة النقدية. ثم استبدلت بصورة المهاتما غاندي عام 1996. أما ورقة الخمسين الحالية فأصدرت ف 2017 كجزءًا من سلسلة المهاتما غاندي الجديدة. ولكن لا تزال الأوراق السابقة قانونية.

## سلسلة المهاتما غاندي الجديدة
أعلن بنك الاحتياطي الهندي في 10 نوفمبر 2016 أنه ستطرح ورقة 50 نقدية جديدة كجزء من سلسلة المهاتما غاندي الجديدة. طرح بنك الاحتياطي الهندي الورقة الجديدة في 18 أغسطس 2017. ولكن ورقة 50 من السلسلة السابقة ستظل عملة قانونية.

### التصميم
تحتوي النسخة الجديدة من الورقة على صورة المهاتما غاندي على الوجه وصورة هامبي مع عربة على الظهر في تصوير للتراث الثقافي للبلاد. اللون الأساسي للورقة هو اللون الأزرق. تحتوي الورقة على تصميمات أخرى وأنماط هندسية تتماشى مع نظام الألوان العام، سواء على الوجه أو الخلف. أبعاد الورقة النقدية هي 135 ملم × 66 ملم.

## التاريخ

### سلسلة الأسد
كانت ورقة 50 روبية النقدية هي أعلى فئة في سلسلة Lion Capital. ظهر على وجه الورقة Lion Capital ‏، وعلى الظهر Sansad Bhawan ‏.

### سلسلة الماتما غاندي
وضع رمز الروبية الجديدة لورقة 50 روبية في 2012. أعلن بنك الاحتياطي الهندي (RBI) في يناير 2014 أنه ستسحب جميع الأوراق النقدية المطبوعة قبل عام 2005 من التداول بحلول 31 مارس 2014، مدد الموقع لاحقًا إلى 1 يناير 2015، ثم إلى 30 يونيو 2016.

## اللغات
كما هو الحال مع أوراق الروبية الهندية النقدية الأخرى فورقة 50 روبية مكتوب عليها 17 لغة. على الوجه والظهر اللغتين الإنجليزية والهندية. وعلى الظهر 15 من 22 لغة رسمية في الهند، كالآتي الآسامية والبنغالية والكجراتية والكنادية والكشميرية والكونكانية والماليالامية والمراثية والنيبالية ولغة الأوريا والبنجابية والسنسكريتية والتاميلية والتيلوغوية والأردية.
| اللغة الإنجليزية                              | Fifty rupees |
| اللغة الهندية                                 | पचास रुपये      |
| 15 لغة من اللغات الرسمية في الهند (على الظهر) |              |
| اللغة الآسامية                                | পঞ্চাশ টকা      |
| اللغة البنغالية                               | পঞ্চাশ টাকা      |
| اللغة الكجراتية                               | પચાસ રૂપિયા      |
| اللغة الكنادية                                | ಐವತ್ತು ರುಪಾಯಿಗಳು   |
| اللغة الكشميرية                               | پَنٛژاہ رۄپیہِ  |
| اللغة الكونكانية                              | पन्नास रुपया     |
| اللغة الماليالامية                            | അൻപതു രൂപ      |
| اللغة المراثية                                | पन्नास रुपये     |
| اللغة النيبالية                               | पचास रुपियाँ      |
| لغة الأوريا                                   | ପଚାଶ ଟଙ୍କା      |
| اللغة البنجابية                               | ਪੰਜਾਹ ਰੁਪਏ      |
| اللغة السنسكريتية                             | पञ्चाशत् रूप्यकाणि  |
| اللغة التاميلية                               | ஐம்பது ரூபாய்     |
| اللغة التيلوغوية                              | యాభై రూపాయలు      |
| اللغة الأردية                                 | پچاس روپیے   |